# Lapphätting
Lapphätting (Galerina pseudomycenopsis) är en svampart som beskrevs av Pilát 1954. Enligt Catalogue of Life ingår Lapphätting i släktet Galerina,  och familjen Strophariaceae, men enligt Dyntaxa är tillhörigheten istället släktet Galerina,  och familjen buktryfflar. Arten är reproducerande i Sverige. Inga underarter finns listade i Catalogue of Life.